# To Have and to Hold
To Have and to Hold er en amerikansk stumfilm fra 1916 af George Melford.

## Medvirkende
- Mae Murray som Lady Jocelyn.
- Wallace Reid som Ralph Percy.
- Tom Forman som Lord Carnal.
- Robert N. Bradbury som Jeremy Sparrow.
- Raymond Hatton som Nicolo.